# Šarlota Brabantina Nasavská
Šarlota Brabantina Nasavská (27. září 1580, Antverpy – 19. srpna 1631, Château-Renard) se narodila jako dcera Viléma I. Oranžského a jeho třetí manželky Šarloty Bourbonské.

## Manželství
Šarlotu Brabantinu vychovávala její nevlastní matka Luisa de Coligny. 11. března 1598 se v Châtellerault provdala za Clauda de La Trémoille. Měli spolu několik dětí:
- Jindřich III. de La Trémoille
- Šarlota de La Trémoille
- Alžběta de La Trémoille
- Frederik de La Trémoille

V roce 1604 Šarlota Brabantina ovdověla a věnovala se správě rodinného dědictví.